# 奧波隆斯凱 (蘇梅區)
50°49′48″N 34°43′27″E / 50.83000°N 34.72417°E
奧波隆斯凱（烏克蘭語：Ополонське）是位於烏克蘭東北部的村莊，由蘇梅州蘇梅區的薩德市鎮負責管轄。該村處於布羅夫科韋附近，距離希爾內1公里，海拔高度130米，2001年人口104。